# Parafia Świętych Apostołów Piotra i Pawła w Ełku
 Parafia Świętych Apostołów Piotra i Pawła – parafia prawosławna w Ełku, w dekanacie Białystok należącym do diecezji białostocko-gdańskiej.
Na terenie parafii funkcjonuje 1 cerkiew:
- cerkiew Świętych Apostołów Piotra i Pawła w Ełku – parafialna

## Historia
Pierwsi wyznawcy prawosławia przybyli do Ełku wskutek przesiedleń w ramach akcji „Wisła” (1947). Nabożeństwa początkowo odprawiano w prywatnych mieszkaniach, a od 1954 w kościele baptystów. Wspólnotę obsługiwali duchowni z Giżycka i Orzysza. Samodzielną parafię w Ełku erygowano w 1957. Rok później nabyto poewangelicki budynek szpitalny z początku XX w., który zaadaptowano na cerkiew. W 1983 przebudowano elewację świątyni, a w 1996 dokonano generalnego remontu wnętrza. W 2004 wymieniono ikonostas. W latach 2004–2012 wzniesiono dom parafialny. W 2014 rozpoczęto przygotowania do remontu i przebudowy elewacji cerkwi; prace trwają od września 2015.
Parafia liczy ponad 100 rodzin i obejmuje swoim zasięgiem powiaty: ełcki, gołdapski, grajewski i olecki.

## Wykaz proboszczów
- 1957–1959 – ks. Borys Dykaniec
- 1960–1964 – ks. Bazyli Szklaruk
- 1964–1984 – ks. Mikołaj Sidorski
- 1984–1997 – ks. Mikołaj Kalina
- 1997–2002 – ks. Jan Kojło
- 2002–2011 – ks. Grzegorz Biegluk
- 2011–2018 – ks. Łukasz Ławreszuk
- 2018–2022 – ks. Michał Fiedziukiewicz[6]
- 2022–2023 –  p.o. proboszcza ks. mitrat Jan Kulik[7]
- od 2023 – ks. Rafał Łaszczuk[8]